# メラニー・アストル
メラニー・アストル（Mélanie Astles、1982年5月30日 - ）は、フランスの曲技飛行パイロット。エアロバティック世界選手権にフランス代表として出場し優勝、2016年からはレッドブル・エアレース・ワールドシリーズに参戦していた。

## 人物・経歴
メラニー・アストルはイングランドのラグビーで、フランス人の母親とイギリス人の父親の間で生まれた。メラニーと彼女の両親は、3歳のときにフランスへ引っ越した。非常に控えめな家庭環境で、南部で育った。
7歳の時、彼の父親と一緒に航空ショーにいった。そこでメラニーは、ジェット戦闘機に乗って登る機会があった。彼女は写真や航空機のレコードを収集し始めた。彼の母方の祖父は元兵士で、少女が同様に航空機の技術的特性を知って驚いた。後にテレビで映画『トップガン』を観て、戦闘機のパイロットになるという夢を強くした。
フランスの南部では、モナコの学校に通っていたが、卒業する前に18歳の時に中退した。学生としてはかなり上手くやっていたが、すぐに彼女は教室に飽きてしまい、飛行機の夢をよく見ていた。彼女は戦闘機のパイロットになりたがっていたが、当時は軍に女性操縦士が1人しかいなかったため、すぐに落胆した。また彼女は、数学と物理学の低得点ではこの夢は不可能だっただろう、と話している。
学校を去ると、彼女はガソリンスタンドで働く仕事を見つけ、1年後にマネージャーになった。彼女はこの仕事で7年間働いた。彼女は飛行レッスンを受けるため、仕事でお金を貯めた。
21歳でマイナーな飛行機のレッスンを始めた。この時、彼女は最初のインストラクター、ローラン・ギルに会った。彼は彼女の才能をすぐに認めた人で、職業的にキャリアを追求するように彼女を奨励した。
彼女は飛行学校で無料で働き始め、商用パイロットになるための標準的な必要量を満たすのに十分な無料レッスンを利用した。メラニーは常に財政的支援が不足していた。彼女の競争相手のほとんどはこの点で彼女に優位だったが、これらの障害は彼女の成功能力を決して妨げなかった。
彼女の最初の競技は2007年に行われ、20人のうち6位にランクインした。彼女はその後、フランスカップでの勝利を考えた。2008年から2009年の間、彼女は彼女のスキルレベルを上げることに決めた。また、飛行のさまざまな分野でボランティア活動をした。そして、飛行インストラクターになり、ENACスクールで仕事を得た。
2010年、「プロモーション」クラスで競技に戻り、ノースカップとフランス選手権で優勝した。これらの勝利は彼女に、フランスの省庁による高レベルのスポーツ選手リストに登録される特権を与えた。そして権威あるフランス人エアロバティックチームの地位を与えた。
2011年、彼女は競技レベルを先に飛ばしたいと考えた。しかし、連盟のさまざまなマネージャーがいつもの軌道に取って代わることへの自信を持っていないため、拘束された。彼女はその年を飛ぶことができなかった。
2012年、Mudry CAP 10の初心者の飛行機を用いて競技に戻った。優れた訓練と飛行機を備えた2人の軍事パイロットに続いて3位で終えた。これにより、彼女が国際的に競技する資格を持つ「Advanced」クラスに昇格することができた。
2013年、彼女は最初の国際大会であるヨーロッパ先進選手権で、50人のパイロットのうち9位で終えた。彼女はその競技会で最高ランクの女性であり、最低限のトレーニングで達成した。
2014年、FAI曲技飛行アドバンスト世界選手権で66人中7位となった。大会では、機械的な故障が発生し、別のパイロットの飛行機を使わなければならなかった。代替機の飛行機の経験はなかったが、失格を避けるためにリスクを承知で飛行した。その後、「Excellence」クラスでフランスのタイトルを獲得した。
2015年、最高レベルの「Unlimited」クラスの資格を得た。
2016年、レッドブル・エアレース・ワールドシリーズ シュピールベルク大会から、初の女性パイロットとしてチャレンジャークラスに出場を果たす。
これまでのところ、彼女は5回のフランスチャンピオンである。欧州および世界レベルで上位10位にランクインし、フランスのチーム栄誉を獲得した。BMWフランスの大使に任命されている。
2019年のレッドブル・エアレース終了後、2022年開幕のワールドチャンピオンシップエアレース（WACR:World Championship Air Race）にもレースパイロットとして参加

## 戦績

### レッドブル・エアレース
| 開催年 | 1      | 2         | 3         | 4         | 5       | 6      | 7    | 8        | ポイント | 勝利数 | 最終順位 |
| ------ | ------ | --------- | --------- | --------- | ------- | ------ | ---- | -------- | -------- | ------ | -------- |
| 2016年 | 不参加 | 6位       | 4位       | 5位       | 4位     | 5位    | 2位  | LVG 中止 | 16       | 0      | 7位      |
| 2017年 | 3位    | 不参加    | 5位       | 不参加    | 4位     | 3位    | 5位  | 1位      | 23       | 1      | 5位      |
| 2018年 | WD     | 4位4      | 不参加    | 4位4      | 4位4    | 4位4   | 4位4 | 不参加   | 16       | 0      | 8位      |
| 2019年 | 2位8   | R1 不参加 | R2 不参加 | R1 不参加 | R2 4位4 | 不参加 |      |          | 12       | 0      |          |

備考: * CAN: 中止 * DNP: 不参加 * DNF: 途中棄権 * DSQ: 失格

### 曲技飛行大会
| 開催期間              | 競技名                                        | 開催場所                                       | クラス     | 順位 | 使用機  | 機体記号 | 備考   |
| --------------------- | --------------------------------------------- | ---------------------------------------------- | ---------- | ---- | ------- | -------- | ------ |
| 2013年 8月1日 - 11日  | 第8回 FAI曲技飛行アドバンストヨーロッパ選手権 | ポーランド ラドム （ラドム・ピアストゥフ空港） | Advanced   | 9位  | CAP 232 | F-GRPA   | [ 11 ] |
| 2013年 9月29日        | フランス選手権                                | フランス ムーラン                              | Advanced   | 19位 | CAP 232 | F-GRPA   | [ 12 ] |
| 2014年 6月24日 - 28日 | フランス選手権                                | フランス ファレーズ                            | Excellence | 1位  | CAP 232 | F-GRPA   | [ 13 ] |
| 2014年 8月7日 - 16日  | 第11回 FAI曲技飛行アドバンスト世界選手権      | スロバキア ドゥブニカ・ナド・ヴァフォーム      | Advanced   | 7位  | CAP 232 | F-GRPA   | [ 14 ] |
| 2015年 6月27日        | フランス選手権                                | フランス ファレーズ                            | Unlimited  | 11位 | CAP 232 | F-HERA   | [ 15 ] |
| 2015年 8月20日 - 29日 | 第28回 FAI曲技飛行世界選手権                  | フランス シャトールー                          | Unlimited  | 38位 | CAP 232 | F-HERA   | [ 16 ] |
| 2017年 6月16日 - 16日 | フランス選手権                                | フランス ニオール                              | Unlimited  | 16位 | EA-300S | F-HMEL   | [ 17 ] |